# Localização de instalações
A análise da localização de instalações é aplicada a vários problemas, por exemplo, a localização de aeroportos, escolas, armazéns, centrais de tratamento de resíduos, fábricas, postos de correios, hospitais, livrarias, entre outros. O problema da escolha da localização de instalações de entre variadíssimos locais é um problema de logística de enorme importância.  (Resumo, [2006])
O problema da localização preocupa-se em estudar uma área específica a partir das unidades de distribuição de produtos ou de prestação de serviços, o objectivo destes problemas é determinar a quantidade e a localização ideal destas unidades de forma a atender da melhor maneira possível um conjunto de usuários cuja localização é conhecida.
Einstein em 1837 analisou pela primeira vez a questão da localização de um ponto central, tendo três pontos diferentes, o objectivo de Einstein era determinar as coordenadas do ponto, tal que a soma das distâncias até aos pontos fosse mínima.  (3.2 - Problemas, [1999])
O problema do abastecimento de n destinos, por um número de origens, p, tem sido estudado com uma variedade de hipóteses e métodos. Se as origens e destinos, são localizações conhecidas com quantidades disponíveis aparece o problema de transporte padrão da programação linear. A literatura científica tem se focado nos custos de transporte bem como na distância de transporte. Pesquisa esta que começou em 1909 quando Alfred Weber colocou o seguinte problema: Dado um conjunto de localizações de fregueses {(xi,yi)} e um conjunto de procuras de fregueses {Qi}, encontre a localização de uma facilidade central (xo,yo) que minimize a distância total viajada para satisfazer as procuras de fregueses.  (Uma breve,
De uma forma geral os estudos de localização tratam de problemas como minimizar custos ou maximizar lucros de uma rede logística, atendendo a procura e satisfazendo os níveis de serviço. As restrições deverão ser então o mínimo de carga a ser transportada para o sistema ser viável e o tempo máximo para a carga chegar ao cliente.
Os problemas de localização são bastante complexos pois têm um extenso número de variáveis de decisão que se influenciam mutuamente.
Para resolver este problema devem ser empregues técnicas sofisticadas de modelagem e análise, estas técnicas podem ser analíticas incluindo programação linear e técnicas de simulação.
As técnicas analíticas incluem métodos que identificam os centros de gravidade da rede logística, que é adequado para decidir a localização de uma única fábrica ou um único centro de distribuição (CD). O centro de gravidade pode ser relativo ao centro do peso, centro da distância ou ao centro combinado do peso-distância ou ainda do centro peso-tempo-distância, sempre tentando encontrar uma localização de menor custo. Para a localização de múltiplas instalações devem ser usadas técnicas de programação linear ou de simulação.  (2.4.3 Técnicas, [2004])
A decisão de localização baseia-se em dois tipos de dados, sendo eles os dados qualitativos e quantitativos.  (Abordagens para, [2009?])
- Os dados qualitativos são dados sobre o local que podem ser medidos de forma subjectiva. (ex: qualidade de vida, clima)
- Os dados quantitativos são dados sobre o local que podem ser medidos e ter um valor numérico. (ex: preço, salários)

Os modelos de decisão mais utilizados na avaliação de alternativas de localização são:
Dados qualitativos:
- Modelo da ponderação qualitativa

Dados quantitativos:
- Modelo do centro de gravidade
- Modelo de comparação entre custos
- Método dos momentos

## História
História evolutiva da localização de instalações  (História, [2007])
- 1826 - Von Thünen definiu os fundamentos da Teoria da Localização e criou a Teoria dos Círculos Concêntricos, apoiado nos trabalhos de Richard Cantillon.
- 1873 - Albert Schefflera, a partir da teoria dos círculos concêntricos tentou explicar os diferentes aspectos entre forças centralizadoras e descentralizadoras.
- 1909 - Alfred Weber definiu 3 principais factores de influência na localização:

Ponto mínimo de custo de transporte; Distorção de trabalho; Nível de concentração.
Deu origem à teoria da Localização Industrial.
- 1920 - Andreas Predohl introduziu o método de substituição de factores.
- Anos 30 - Walter Christaller, desenvolveu uma relação que acentuava cada vez mais, as zonas de influência dos centros urbanos, elaborando assim uma Teoria de Lugares Centrais
- 1931 - Reilly desenvolveu as Leis de gravitação do varejo
- 1940 - August Losch engloba todo o trabalho dos seus antecessores. Teoria dos lugares centrais; Equilibrio economico-espacial.
- Nos dias de hoje houve o aparecimento de SIG, Sistema de informação geográfica.

## Duas principais teorias
As teorias da localização das atividades econômicas subdividem-se em:
- Weber e Thünen que consideram que os consumidores se concentram em pontos dispersos do espaço.
- Lösch, que considerou os consumidores dispersos em áreas de mercado de diversos tamanhos.

São teorias bastante divergentes entre si. O primeiro grupo concentra-se na minimização dos custos de transportes e não se preocupam com a dependência das atividades locacionais de uma empresa às decisões locacionais de outras. Dizem que a indústria se deve situar onde os custos do transporte de matérias primas e do produto final são um mínimo. O segundo grupo considera proporções fixas de factores de produção, oferta clássica de matérias primas, enfatiza as condições de procura e a interdependência locacional. Apesar de apresentarem limitações, o estudo destas teorias, na atualidade, contribui para o entendimento da nova dinâmica econômica regional.  (Conclusão, [2009?])

## Von Thünen: Localização agrícola
A preocupação de Von Thünen foi saber o que determinava o preço e como se devia dispôr a produção agriculta no espaço.
Von Thünen concebeu um modelo com características bastante rígidas, tais como:
- Um espaço com estado isolado, com absoluta uniformidade de condições naturais e sócio-culturais da população, o que resulta na invariabilidade dos custos de produção;
- A existência de uma cidade no centro do Estado, que funciona como único mercado consumidor da produção agrícola e fornecedor de bens aos agricultores;
- A existência de um só tipo de transporte da produção agrícola para o mercado central e de um padrão uniforme de caminhos e estradas, pelo que os custos de transporte são exatamente proporcionais à distância percorrida;
- Os produtores procuram maximizar a renda com ajustamento automático da produção às necessidades do mercado, de forma que este se encontre em equilíbrio.

No Estado Isolado, a renda da terra depende da localização da área de produção em relação ao mercado de consumo e é dada pela equação seguinte:
- L= Pr(p−c) − Pr.t.d

onde:
L - renda locativa(Corresponde ao preço do solo, o qual diminui à medida que aumenta a distância relativamente ao centro) por unidade de área; Pr - produtividade agrícola por unidade de área; p - preço de mercado por unidade de medida da produção; c - custo de produção de uma unidade de medida; t - preço do transporte por unidade de medida e por unidade de distância; d - distância a ser percorrida até ao mercado de consumo.
Nos chamados anéis de von Thünen as terras mais próximas do centro têm uma maior renda, pois a renda, tem uma relação inversa com a distância.
Os custos de transporte aumentavam com a distância, logo, o afastamento do mercado determinava a seleção de culturas. Assim, os produtos distribuíam-se de maneira regular em torno do mercado. Os produtos difíceis de serem transportados localizavam-se próximos ao centro consumidor. A abordagem de von Thünen inspirou vários teóricos do planeamento urbano. Os custos unitários de transporte e o preço do solo urbano são, até hoje, funções decrescentes da distância ao centro.  (A localização, [2009?])

## Alfred Weber: Localização industrial
O modelo de Alfred Weber demonstra que, supondo a existência de custos uniformes de produção sobre um dado espaço, as indústrias teriam tendência a localizar-se no ponto em que os custos totais de transporte seriam mínimos. Os custos de transporte dependeriam do transporte das matérias-primas, assim como do produto acabado. O objectivo seria então encontrar o local onde o índice  tempo por quilómetro (t/km) seria mínimo.
Weber classificou os materiais em dois tipos:
- Materiais não localizados que se encontram em todo o lado;
- Os materiais localizados, que estão disponíveis em locais determinados.

Os primeiros não exercem qualquer força locativa; os segundos têm em si importantes forças locativas.
Weber dividiu ainda os materiais em duas classes, conforme a sua influência locativa:
- Os materiais que entram com a totalidade do seu peso na constituição do produto;
- Os materiais que sofrem uma perda do peso original no processo industrial.

A localização da produção industrial surge como uma função dos custos de transporte relativos à deslocação de vários materiais localizados e dos respectivos produtos finais, podendo ocorrer em três locais possíveis:
- Junto aos recursos
- Junto ao mercado consumidor
- Ou em qualquer ponto intermédio.

Considerando o exemplo simples de uma indústria que utiliza apenas uma matéria-prima e que vende o seu produto final num único mercado, pode concluir-se que a melhor localização seria junto da fonte de abastecimento no caso da matéria-prima não entrar com todo o seu peso no produto e junto ao mercado no caso contrário.  (A localização industrial, [2009?]).
Hoje em dia, o modelo de Weber não é utilizado para calcular a localização ótima das atividades, mas sim a orientação das atividades em função dos factores, mão-de-obra e do mercado.  (Influência, [2009?])

## Factores determinantes da localização
Existem variadíssimos factores que influenciam a escolha da localização.  (Factores, [2007])
Exemplo de alguns factores determinantes da Localização  (Exemplos, [2009?])
- Disponibilidade de Mão de Obra;
- Nível salarial e sindicatos;
- Disponibilidade de transporte;
- Suprimento de eletricidade, gás, telefones, água, esgoto, etc.
- Incentivos fiscais
- Proximidade dos mercados
- Tendências de crescimento populacional
- Fornecedores e serviços de apoio
- Restrições ambientais
- Disponibilidade e custos dos terrenos
- Leis de zoneamento;
- Proximidade de universidades;
- Hospitais;
- Nível de vida;
- Preferências da gerência localização  (Abordagens, [2009?])

Definir:
- Objetivos
- Nichos de mercado
- Número e tamanho das fábricas

Determinar as Estratégias:
- Factores dominantes de localização;
- Ênfase nos produtos e mercados;
- Orientação ao risco;
- Competências da empresa.

E ainda:
- Procurar uma região viável;
- Desenvolver alternativas de localização;
- Avaliar as alternativas de localização;
- Selecionar um local específico.

## SIG
Os sistemas de informações geográficas, SIG, são uma das ferramentas que auxilia na escolha do local, pois apresenta uma grande capacidade em armazenar, exibir e manipular dados espacialmente distribuídos. Uma mais valia é combinar SIG com técnicas de pesquisa operacional.
SIG é um conjunto organizado de software e hardware, informação geográfica e as pessoas que fazem a sua aquisição, que armazenam, verificam e manipulam os dados referentes à Terra.
Os SIG, têm uma importância cada vez maior de dia para dia, a sua utilização como ferramenta de ajuda à tomada de decisão tem vindo a crescer exponencialmente. Pode ser usado em variadas áreas, contendo dados geográficos bem como ferramentas que permitem a análise espacial, cartográfica e estudos ambientais, ou mesmo recursos de marketing.  (O que é, [2009?]).
Os sistemas de informação geográficas dividem-se em dois principais modelos, sendo eles o modelo matricial e o modelo vectorial.
- O modelo matricial é relativo às propriedades do espaço, sendo constituído por células, em que cada célula representa um valor, quanto maior for a dimensão da célula menor detalhe irá ter na representação do espaço geográfico, ou seja menos resolução.
- O modelo vectorial foca-se na precisão da localização, e são utilizadas três formas espaciais, linhas podem representar estradas e rios, pontos podem ser por exemplo sinais de trânsito e polígonos podem representar cidades.

Os sistemas de informações geográficas são uma das ferramentas que auxilia na escolha do local, pois apresenta uma grande capacidade em armazenar, exibir e manipular dados espacialmente distribuídos.  (Tecnologias, [2009?])

## Localização Industrial hoje
Hoje em dia um fator mais importante do que os incentivos fiscais é a rapidez e agilidade na entrega dos produtos finais, assim como da entrega de produtos semi-acabados às montadoras.
A ideia nos dias de hoje é reduzir os armazéns, fazendo cada vez mais com que o próprio meio de transporte seja um mini-armazém.  (Localização, [2009]).

## Custo da informação sobre a localização
Toda a informação sobre o local deve ser recolhida, estudada e armazenada por forma a ser apresentada ao decisor final, aquele que vai decidir o local da empresa.
Só com a recolha de informação o decisor consegue diminuir o grau de incertezas da sua decisão, desde a análise das ofertas de terrenos à procura e visitas a terrenos, negociações das condições de compra e por aí fora.
A decisão de localização requer inúmeros estudos específicos com base em informações selecionadas e através das aplicações, métodos e técnicas de análise, tudo isto tem o seu preço.  (Custo, [1995])

## Localização de serviços de emergência
Na localização de serviços de emergência procura-se cobrir a área de procura, quer isto dizer que se tenta minimizar a distância/tempo crítica além da qual a área da procura é considerada não coberta, logo a área de procura diz-se que está coberta se está a menos da distância critica de pelo menos um dos servidores (ou facilidades) existentes independentemente de este estar ou não disponível quando o serviço é solicitado.  (Localização de, [1996])
Se considerarmos o problema de localizar um serviço de emergência de ambulâncias numa dada região, de maneira a que toda a população esteja a menos de 20 quilômetros de pelo menos um serviço, 20 quilômetros seria então a distância crítica, e o problema seria então calcular o número de serviços e sua localização na região, de maneira que cada área de procura esteja a menos de 20 quilômetros de pelo menos um serviço localizado.
O modelo mais simples que resolve este tipo de problemas é o Modelo de Localização para a cobertura de Conjuntos (MLCC).
Um problema dos modelos apresentados na localização de serviços de emergência é que eles partem do principio de que as facilidades ou servidores estão sempre disponíveis quando solicitadas. No entanto em sistemas congestionados a hipótese é totalmente injustificada. O congestionamento em serviços de atendimento de emergência, que pode causar a não-disponibilidade de um servidor a menos da distância crítica quando solicitado, motivou o desenvolvimento dos modelos de localização com cobertura adicional e, posteriormente, dos modelos de cobertura probabilísticos.

### Modelo de Localização para a cobertura de Conjuntos
Este modelo tenta que a área de procura e o serviço mais próximo tenham uma distância o menor possível, sendo que a localização de p centros busca a localização de f facilidades.

### Problema de Localização de Máxima Cobertura
Este modelo é bastante parecido ao MLCC no entanto é mais acessível financeiramente. Neste modelo o objectivo é localizar um número pré-especificado de p serviços, de tal forma que a máxima população possível da região em questão esteja coberta a menos de uma distância critica S também pré-definida.
Seja:
- S a distância de serviço
- J= {1,2,...,m} um conjunto de áreas de procura
- I = {1,2,...,n} os possíveis locais onde as facilidades podem ser localizadas
- Fj a população da área de procura j+
- Aij = 1 se a área de demanda j puder ser coberta por uma instalação localizada em ,i diferente I, a menos da distância de serviço S(aij=0 caso contrário)
- P o número de instalações a serem localizadas
- Xj = 1 se a área de procura j for coberta (xj = 0 caso contrário);
- Yi = 1 significa que uma instalação deve ser localizada em ,i diferente de I, (yi = 0 caso contrário)

A formula matemática para PLMC é :
{\displaystyle {\begin{aligned}&{\text{Maximizando}}&&Z=\sum _{j\in J}f_{j}x_{j}&(1)\\&{\text{Sujeito a}}&&\sum _{i\in I}a_{ij}y_{i}-x_{j}\geq 0,\ j\in J&(2)\\&\sum _{i\in I}y_{i}=p&&&(3)\\&x_{j}\in {0,1},\ j\in J&&&(4)\\&y_{i}\in {0,1},\ i\in I&&&(5)\\\end{aligned}}}
Nas fórmulas apresentadas busca-se maximizar o máximo de população coberta. As restrições (2), (3), e (4) significam:
- (2) Assegura que uma área de procura jpertencente a J está coberta se existir pelos menos uma instalação a menos da distância S.
- (3) Limita o número de instalações na solução p
- (4) e (5) Apresentam a natureza binária das variáveis de decisão.

## Modelo Minisoma
O modelo Minisoma minimiza a distância total percorrida no sistema de distribuição.  (Modelos de, [2008])
Considerando:  (O Modelo, [1999])
- Wi – procura do vértica j
- Dii – distância mínima entre os vértices j e i.

Em termos matemáticos o modelo assume a seguinte forma. Sejam:
| I ≡ J = {1, 2, …, n}                                | É um conjunto de vértices da rede em questão                                                                                                |
| Fi(yj, xij)                                         | Custo de operar e construir uma facilidade em i ∈ I                                                                                         |
| dij(xij)                                            | Custo de suprir a procura da àrea j ∈ J a partir de i ∈ I                                                                                   |
| xij                                                 | Fracção da procedura da àrea j ∈ J suprida a partir da facilidade i ∈ I                                                                     |
| yi                                                  | É uma Variável discreta que assume apenas os valores 0 ou 1                                                                                 |
| yi = 1                                              | Se uma facilidade for construída em i ∈ I                                                                                                   |
| yi = 0                                              | caso contrário |
| {\displaystyle X_{ji}^{01}}                         | A procura do vértice j no qual não existe nenhuma facilidade, à qual é alocada uma facilidade de nível 1 (hierarquia inferios) no vértice i |
| {\displaystyle X_{ji}^{02}}                         | A procura do vértice j (onde não existe facilidade alguma), à qual é alocada a uma facilidade de nível 2 (hierarquia superior) no vértice i |
| {\displaystyle X_{ji}^{01}\left(X_{ji}^{02}\right)} | A procura do vértice j é alocada a uma facilidade de nível 1 (nível 2) existente neste vértice                                              |
| {\displaystyle X_{ji}^{12}}                         | Procura do vértice j (com facilidade 1) à qual é alocada uma facilidade de nível 2                                                          |
| {\displaystyle Y_{i}^{1}=1}                         | Se uma facilidade de nível 1 for locado no vértice i, e iagual a zero caso contrário                                                        |
| {\displaystyle Y_{i}^{2}=1}                         | Se uma facilidade de nível 2 for locado no vértice i, e igual a zero no caso contrário                                                      |
{\displaystyle {\begin{aligned}&{\text{Maximizar}}&&\sum _{i=1}^{n}\sum _{j=1}^{n}\left(X_{ji}^{01}+X_{ji}^{02}+X_{ji}^{12}\right)d_{ji}&(6)\\&{\text{Sujeito a}}&&\sum _{i=1}\left(X_{ji}^{01}+X_{ji}^{02}\right)=W_{j},\ j=1,\ \dots ,\ n&(7)\\&&&\sum _{i=1}^{n}X_{ji}^{12}=\theta \sum _{i=1}^{n}X_{ji}^{01},\ j=1,\ \dots ,\ n&(8)\\&&&\sum _{j=1}^{n}X_{ji}^{01}\leq MY_{i}^{1},\ i=1,\ \dots ,\ n&(9)\\&&&\sum _{j=1}^{n}X_{ji}^{02}+\sum _{j=1}^{n}X_{ji}^{12}\leq MY_{i}^{2},\ i=1,\ \dots ,\ n&(10)\\&&&\sum _{i=1}^{n}Y_{i}^{1}=p_{1}&(11)\\&&&\sum _{i=1}^{n}Y_{i}^{2}=p_{2}&(12)\\&&&Y_{i}^{1}+Y_{i}^{2}\leq 1,\ i=1,\ \dots ,\ n&(13)\\&&&{\begin{array}{l}0\leq X_{ji}^{01}\leq M\\0\leq X_{ji}^{02}\leq M\\0\leq X_{ji}^{12}\leq \theta M,\ i,\ j=1,\ \dots ,\ n\end{array}}&(14)\\&&&Y_{i}^{1}+Y_{i}^{2}\in \left\{0,1\right\},\ i=1,\ \dots ,\ n&(15)\end{aligned}}}
Onde: {\displaystyle M=\sum \limits _{j=1}^{n}W_{j}.}
Significado das restrições:
- (7) Garante que a procura é totalmente atendida;
- (8) Mostra o facto de uma fracção da procura alocada a facilidades de hierarquia mais baixa é referida a facilidades de hierarquia mais alta;
- (9) e (10) Garantem que as alocações são feitas apenas aos vértices onde as facilidades estão localizadas;
- (11) e (12) Indicam que serão localizadas p1 facilidades de nível 1 e p2 facilidades de nível 2;
- (13) Garante que em cada vértice será localizada no máximo uma facilidade;
- (14) É útil para uma maior clareza de exposição, apesar da redundancia;
- (15) Define a natureza binária das variáveis de decisão.

São modelos minisoma:
- Modelo de custo do transporte x Volume x Distância (TVD) onde se multiplica o número de transportes pelo volume transportado e pela distância percorrida
- Modelo do centro de gravidade.

## Modelo Minimax
O modelo minimax minimiza os custo de entrega a clientes de localização menos favorecida.
Considerando-se o problema de determinar a localização de uma nova empresa ou centro de distrubuição, de modo a que a distãncia máxima de qualquer cliente ou utilizador seja minimizada.
As distâncias devem ser rectilíneas e todas as deslocações são feitas ao mesmo custo por unidade de distância ou têm a mesma importância.
O problema inverso (Cobertura) é achar o menor número de centros e sua localização de tal modo que todos os clientes estejam localizados a uma distância menor que uma distância crítica pré-estabelecida.  (Modelos, [2008])

## Método Analítico Hierárquico
Este método teve origem em 1971 através do Dr. Thomas L. Saaty, o método chegou à maturidade em 1973 com um estudo de transportes no Sudão tendo havido um enriquecimento teórico entre 1974 e 1978.
Este é um método simples e confiável, e é utilizado na escolha de tomada de decisão, seja ela a escolha de um automóvel, um imóvel, na escolha de um emprego ou mesmo na escolha da localização de uma empresa.
Etapas do Método de análise hierárquica de Saaty:
- 1) Definir o problema e os respectivos critérios;
- 2) Construir a Estrutura de decisão hierárquica em três níveis;
- 3) Construção das matrizes de preferência para cada critério: depois de se ter construído a hierarquia, deve-se fazer uma comparação par a par, de cada elemento no nível hierárquico dado, criando-se uma matriz de decisão quadrada. Nessa matriz, o decisor representará, a partir de uma escala predefinida de comparações binárias entre os elementos comparados, sob o enfoque de um elemento do nível imediatamente superior. As comparações par a par são realizadas em todos os níveis hierárquicos. A comparação par a par das alternativas é realizada utilizando uma escala própria, que varia de 1 a 9. determinar os graus de preferência para cada critério, com o desenvolvimento de 4 matrizes que comparam os graus de intensidade por pares em função de cada característica, referentes aos 4 critérios adoptados.
- 4) Normalizar as matrizes: deve-se dividir cada elemento da matriz pela soma da coluna a que pertence. Normalizar os valores de cada coluna de tal forma que a soma de todos os seus elementos seja igual a 1.
- 5) Obter a média de cada critério: converte-se as fracções em decimais e encontra-se a média aritmética de cada linha da matriz normalizada. O resultado é um vector representando um dado critério.
- 6) Construir matriz de prioridade: com os vectores encontrados na etapa anterior, devese construir uma matriz. As linhas constituirão as alternativas e as colunas os critérios.
- 7) Construir a matriz de comparação dos critérios: depois de obtido o vector de prioridades ou de impacto das alternativas sob cada critério continua-se com o nível dos critérios. Construir uma matriz de comparação dos critérios e repetir as etapas 4 e 5 para a classificação par a par. O resultado será um vector que contém a média das preferências de cada critério.
- 8) Obter o resultado: multiplicar a matriz obtida na etapa 6 pelo vector da Média obtido na etapa 7. O resultado será um vector que contém a quantificação final de cada alternativa.
- 9) Calcular a coerência: o calculo da coerência deve ser tido em consideração para todas as matrizes binárias do problema, mas só se justifica para matrizes de dimensão igual ou superiores a 3x3. Neste caso, só temos uma matriz de dimensão aceitável (4x4), que é a da comparação entre critérios.

A etapa 9) é constituída por 4 passos
- 9.1) Determinar a totalização das entradas: resume-se ao produto da matriz inicial com o respectivo vector da média, obtido na etapa 7;
- 9.2) Determinar o λ máximo: considera-se o nº de critérios, que neste caso são 4. Divide-se o vector do total de entradas pelo vector da média e obtêm-se um novo vector. Deste vector resultante, somam-se as suas parcelas (4) e divide-se pelo nº de

critérios (4), e resultado é o λ máximo;
- 9.3) Calcular o Índice de Coerência, IC: IC=(λmáx-n)/(n-1);
- 9.4) Comparar o Índice de Coerência, IC com o Índice Aleatório, IA, e verificar se é ≤ 0,10 (10%);  RC =IC/IA

O AHP tem um resultado numérico que pode ser utilizado em qualquer decisão onde seja possível comparar as várias opções segundo os critérios previamente estabelecidos.  (O método, [2006])
O Método Hierárquico Multicritério organiza os sentimentos, intuições e lógicas através de uma abordagem estruturada, na tomada de decisão. Através deste método o problema em questão pode ser decomposto em níveis hierárquicos, facilitando assim, a sua compreensão e avaliação.  (Introdução, [2006])
A base do modelo é um problema complexo com uma estruturação hierárquica, decompondo o sistema em vários níveis de hierarquia.
A comparação entre as várias opções é feita numa escala de importância com valores de 1 a 9, sendo que o valor 1 é designado quando as duas opções comparadas têm o mesmo peso para o objectivo. O valor 3 é utilizado quando uma alternativa bastante mais importante do que a outra, e assim sucessivamente.
A escala tem um limite pois estudos comprovam que o ser humano tem dificuldades em decidir entre alternativas. O método dá então uma a importância relativa entre os vários elementos. Se através do método não for obtida uma resposta significa que as alternativas não podem ser comparáveis ou então são significativas.
Tabela com a escala:
| Intensida de Importância | Definição                                       | Explicação                                                                                   |
| ------------------------ | ----------------------------------------------- | -------------------------------------------------------------------------------------------- |
| 1                        | Mesma importância                               | As duas actividades contribuem igualmente para os objectivos                                 |
| 3                        | Pequena importância de uma sobre a outra        | A experiência e o julgamento favorecem uma actividade levemente em relação à outra           |
| 5                        | Grande importância ou essencial                 | A experiência e o julgamento favorecem uma actividade fortemente em ralação à outra          |
| 7                        | Forte importância                               | Uma actividade é fortemente favorecida em relação à outra e pode ser demonstrada na práctica |
| 9                        | Importância absoluta                            | A evidência favorece uma actividade em relação à outra com o mais alto grau de certeza       |
| 2, 4, 6, 8               | Valores intermediários entre valores adjacentes | Quando se procura uma condição de compromisso entre duas definições                          |
Os axiomas são:
- O da comparação recíproca, onde o decisor deve ser capaz de fazer comparações

e mostrar a intensidade de suas preferências;
- A preferência deve satisfazer a condição de reciprocidade: se A é x vezes preferível a B, logo B é x 1 vezes preferível a A.

O princípio do pensamento analítico na resolução de problemas para uma análise explícita divide-se em três, sendo eles: a construção de hierarquias, o estabelecimento de prioridades e a coerência lógica.
Existem dois tipos de hierarquias:
- As estruturais- onde os sistemas complexos são estruturados, estas hierarquias possuem uma relação próxima com a forma como o cérebro analisa a complexidade, decompondo os objectos que discernimos em grupos, subgrupos e até em menor;
- As funcionais- Decompõe sistemas complexos em elementos essenciais, ajudam a guiar um sistema para a realização de um objectivo.

Na estruturação da hierarquia devem ser incluídos detalhes relevantes para:
- Representar o problema de tal modo que inclua todos os elementos importantes

para a avaliação e se necessário no desenrolar do processo os elementos possam
ser mudados;
- Considerar o ambiente que cerca o problema;
- Identificar as questões ou atributos que contribuam para a solução;
- Identificar os participantes associados com o problema.

No Método de Análise Hierárquica distinguem-se três fases: estruturação, julgamentos e síntese dos resultados.

## Modelo do Centro de Gravidade
O modelo do centro de gravidade é utilizado quando a empresa já existente quer saber onde deve localizar uma nova instalação dentro da rede. O método avalia o mercado já existente, o volume de bens ou serviços, bem como os custos de transporte envolvidos.
Este método calcula a localização minima entre a nova instalação e os mercados e instalações que já existem. As coordenadas utilizadas para calcular o ponto onde se deve localizar a instalação são GX e GY e são calculadas com as seguintes fórmulas:  (Resumo 6, [2009])
- Gx = (dix . pi . Ci)/( pi .Ci)
- Gy = (diy.pi .Ci)/(pi .Ci)

Onde:
- Gx - coordenada horizontal do CG;
- Gy - coordenada vertical do CG;
- Dix - coordenada horizontal da instalação ou mercado i;
- Diy - coordenada vertical da instalação ou mercado i;
- Pi - custo de transporte na direção da instalação ou Dom mercado i;
- Ci - volume transportado de/para a instalação ou mercado i.

Existem dois tipos de modelos gravitacionais, o M.G simplesmente limitado, e o M.G duplamente simplificado.  (Modelos Gravitacionais, [2006])
- Modelo Gravitacional Simplesmente Limitado - É destinado à localização das actividades duma área e é caracterizada por se conhecerem os totais das origens, ou destinos, dos fluxos de interacção.
- Modelo Gravitacional Duplamente Limitado - É destinado a fazer a previsão dos fluxos de interacção e caracteriza-se pelo conhecimento dos totais das origens e destinos.

## Modelo de Interacção Espacial
O Modelo de Iteracção Espacial é baseado no modelo de gravitação de Newton e é especifico para a localização comercial. O modelo foi desenvolvido por Huff em 1966.  (Modelo de, [2007])
Onde:
{\displaystyle {\begin{aligned}&E_{ij}={\frac {\frac {S_{j}}{T_{ij}^{a}}}{\sum _{j}^{n}\left({\frac {S_{j}}{T_{ij}^{a}}}\right)}}\cdot C_{i}\\&{\begin{aligned}&{\text{Sendo:}}\\&\quad E_{ij}&&{\text{Procura de }}i{\text{ atraida para }}j\\&\quad C_{i}&&{\text{Procura em }}i\\&\quad S_{j}&&{\text{Dimensão commercial de }}j\\&\quad T_{ij}&&{\text{Custo da deslocação de }}i{\text{ para }}j\\&\quad n&&{\text{Número de destinos comerciais}}\\&\quad a&&{\text{Parâmetro estimado}}\end{aligned}}\end{aligned}}}
Os modelos de interacção espacial, mostram-nos o fluxo de mercadorias, pessoas ou mensagens de uma origem i para um destino j, a distribuição do fluxo dá-se com base na potencialidade da origem gerar viagens, na atracção dos destinos e na impedância de deslocamentos entre cada origem e destino (i,j), sendo a impedância uma medida que avalia os efeitos contrários à realização ou prolongamento de viagens.  (3.3 - Modelos, [1999])

## Modelo da Ponderação Qualitativa
O modelo da Ponderação Qualitativa, pode ser usado quando não se consegue adequar uma estrutura de custos a cada localidade considerada. O modelo consiste em determinar uma série de factores importantes para a decisão, onde cada localidade alternativa recebe um julgamento, julgamento esse que é convertido em nota através de uma escala arbitraria. A cada factor é atribuido um peso. A soma ponderada das notas pelos pesos dos factores dará a pontuação final para cada localidade, a localidade escolhida é a que tiver maior pontuação.  (Modelo da, [2007])
Considerando:
- k - Factores indicados por Fij
- i - Localidade
- j - Particular factor
- F23 - Indica o valor do factor 3 para a localidade 2.
- Pj - Peso relativo do factor j

A ponderação final para a localidade i (Ni) pode ser expressa como:
{\displaystyle N_{i}=\sum _{j=1}^{k}F_{ij}P_{j}}

## Modelo da Comparação entre o custo fixo e o custo variável
Através deste modelo realiza-se uma análise de custos para cada uma das alternativas previamente seleccionadas.
Calcula-se o lucro associado a cada alternativa de localização através da previsão da quantidade e do preço de vendas.
Obviamente a melhor solução será aquela que tiver maior lucro
Passos a dar para a resolução do modelo:
- Calcular os custos fixos, os custos variáveis e preços de vendas;
- Calcular para cada localidade, o ponto de equilíbrio;
- Sabendo que o ponto de Equilíbrio é a quantidade a produzir que iguala os custos e as receitas;
- Escolher a localidade com o menor ponto de equilíbrio com a finalidade de recuperar mais rápido o investimento.  (Modelo da Comparação, [2009?])

## Método dos Momentos
O método dos momentos é um método simples e intuitivo. Supõem a existência dos momentos populacionais, a ideia básica do método é igualar os momentos das amostras aos momentos da população e procurar a solução da equação em função das componentes da amostra.
Momento = Somatório (custo unitário de transporte x quantidade x distância)
Sendo o melhor centro aquele que tiver a menor soma de momentos.  (Método, [2009?])